# Кіп (морська справа)

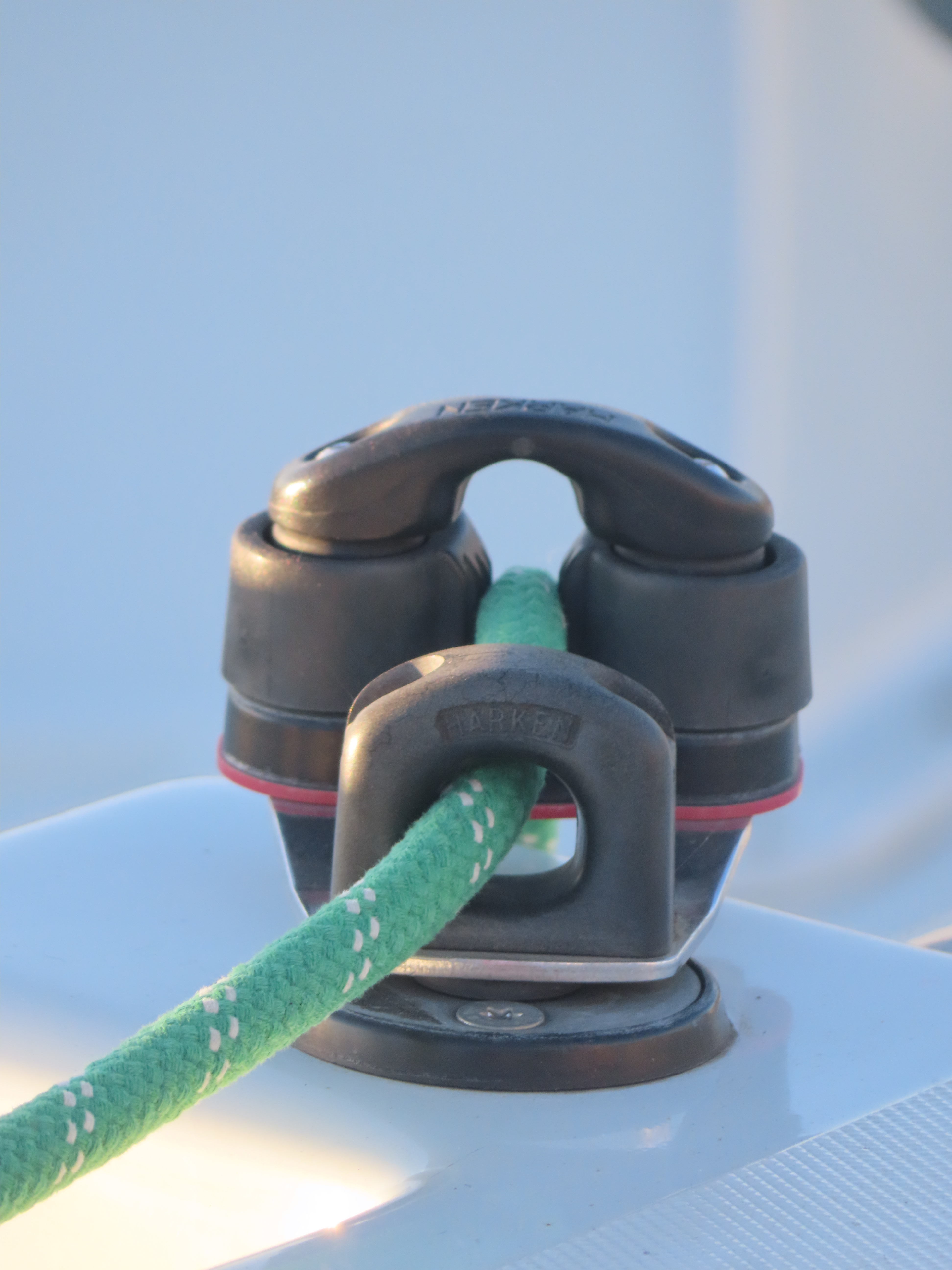
Fairlead з кулачковим затиском

Кіп — жолоб на щоках і шківах блоків, який слугує для спрямування тросів на лебідку або на кнагу, а також на юферсах (для кріплення огонів вант або оковок вант-путенса). Також кіпом називається отвір у кіповій планці — цільнолитому пристрої для пропускання через борт тросів, який замінює клюз для проведення троса. Іноді кіпом неправильно називають і саму кіпову планку, хоча і в ній основним є планка і роульси.